# Борджгалі

Борджгалі

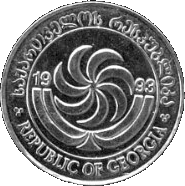
Борджгалі на грузинській монеті тетрі.

Борджгалі (груз. ბორჯღალი, борджгъалі — МФА: [ˈbordʒɣɑli]) — один з найдавніших грузинських символів.

## Етимологія
Барч- (ბარჩ) або бордж- старогрузинською мовою означало те ж, що і бурдж- (у перекладі початок, корінь), а гал-і (або гъал-і, із ხალი — хал-і) — врожай, забезпечення. Відповідно, композиція борджагалі означає святий плід. Крім цього, борджагалі також означало такі роги оленя, на яких було багато наростів. В грузинській міфології роги оленя здавна символізували безсмертя.
Так само, як і свастика, борджагалі було символом космічної енергії, врожаю. Але головним, що позначало борджгалі, було Сонце. Круглі промені символу означали сонячні промені, а їх заокругленості означала вічність руху.

## Грузинське 7-променеве борджгалі
Найбільшого поширення в Грузії отримало 7-променеве борджгалі, в якому 7 променів означали 7 святих світил:
1. Мтовалі груз. მთოვარე (він же Камар, груз. ყამარ): Місяць
2. Джума груз. ჯუმა (Вона ж Ермі, груз. ერმი і Отарді, груз. ოტარდი): Меркурій
3. Мтіебі груз. მთიები: Венера
4. Маріхі груз. მარიხი (Вона ж Аріан, груз. არიან і Таха, груз. თახა): Марс
5. Діа груз. დია (вона ж Муштарі, груз. მუშთარი): Юпітер
6. Зуалі груз. ზუალი: Сатурн
7. Арді груз. არდი (він же Ґеліо, груз. ჰელიო): Сонце